# Talalora
Talalora is een gemeente in de Filipijnse provincie Samar op het gelijknamige eiland Samar. Bij de laatste census in 2007 had de gemeente bijna achtduizend inwoners.

## Geografie

### Bestuurlijke indeling
Talalora is onderverdeeld in de volgende 11 barangays:
| - Bo. Independencia - Malaguining - Mallorga - Navatas Daku - Navatas Guti - Placer | - Poblacion Barangay I - Poblacion Barangay II - San Juan - Tatabunan - Victory |

## Demografie
Talalora had bij de census van 2007 een inwoneraantal van 7.535 mensen. Dit zijn 955 mensen (14,5%) meer dan bij de vorige census van 2000. De gemiddelde jaarlijkse groei komt daarmee uit op 1,89%, hetgeen lager is dan het landelijk jaarlijks gemiddelde over deze periode (2,04%). Vergeleken met de census van 1995 is het aantal mensen met 970 (14,8%) toegenomen.

De bevolkingsdichtheid van Talalora was ten tijde van de laatste census, met 7.535 inwoners op 27,96 km², 269,5 mensen per km².